# سل مقاوم به چند دارو
سل مقاوم به چند دارو (MDR-TB) یک شکل از عفونت سل (TB) است که به خاطر وجود باکتری که به حداقل دو مورد از قدرتمندترین داروهای خط اول ضد سل یا ایزونیازید یا ریفامپین مقاوم است بوجود می‌آید. برخی از انواع سل در برابر داروهای خط دوم نیز مقاوم هستند و به آنها سل مقاوم به داروی پیشرفته (XDR_TB) می‌گویند.
سل در اثر عفونت با باکتری مایکوباکتریوم توبرکلوزیس ایجاد می‌شود. تقریباً از هر چهار نفر یک نفر در جهان به باکتری سل مبتلا هستند. فقط هنگامی که باکتری فعال می‌شود، افراد به سل مبتلا می‌شوند. باکتریها در نتیجه هر چیزی که می‌تواند از ایمنی بدن فرد بکاهد، فعال می‌شود مانند اچ آی وی، بالا رفتن سن، دیابت یا سایر بیماری‌های نقص ایمنی. سل را معمولاً می‌توان با یک دوره چهار داروی ضد سل استاندارد یا خط اول (به عنوان مثال ایزونیازید، ریفامپین و هر نوع فلوروکینولون) درمان کرد.
با این حال، با شروع اولین درمان آنتی‌بیوتیکی سل در سال ۱۹۴۳، برخی از سویه‌های باکتری سل از طریق تغییرات ژنتیکی نسبت به داروهای استاندارد مقاومت نشان دادند. در حال حاضر اکثر موارد مقاوم به چند دارو در سل به دلیل وجود یک سویه باکتری سل به نام نژاد پکن است. این روند در صورت استفاده از درمان‌های نادرست یا ناکافی تسریع می‌شود و منجر به ایجاد و گسترش سل مقاوم در برابر چند دارو (MDR-TB) می‌شود. درمان نادرست یا ناکافی ممکن است به دلیل استفاده از داروهای غلط، استفاده از تنها یک دارو (درمان استاندارد حداقل دو دارو باشد)، عدم مصرف مداوم دارو یا برای یک دوره درمان کامل (درمان برای چندین ماه لازم است). درمان MDR-TB به داروهای خط دوم (به عنوان مثال، فلوروکینولون‌ها، آمینوگلیکوزیدها و سایر داروها) احتیاج دارد، که به طور کلی از داروهای خط اول کم اثرتر، سمی تر و بسیار گران ترند. برنامه‌های درمانی MDR-TB که شامل فلوروکینولون‌ها و آمینوگلیکوزیدها است می‌تواند تا دو سال ادامه داشته باشد در حالی که درمان با داروهای خط اول تنها ۶ ماه به طول می‌انجامد، و بیش از ۱۰۰۰۰۰ دلار آمریکا هزینه دارد. در صورت تجویز یا مصرف نادرست این داروهای خط دوم، مقاومت در برابر بیماری بیشتر می‌شود و می‌تواند منجر به XDR-TB شود.
سویه‌های مقاوم به سل در حال حاضر در جامعه وجود دارند، به طوری MDR-TB می‌تواند به طور مستقیم از فرد مبتلا به فرد غیرمبتلا منتقل شود. در این مورد، یک فرد که قبلاً درمان نشده، مورد جدیدی از MDR-TB را ارتقا می‌بخشد. این مورد به عنوان MDR-TB اولیه شناخته می‌شود، و تا ۷۵٪ موارد عمل ایجاد بیماری است. MDR-TB اکتسابی زمانی که یک شخص با سویه غیرمقاوم سل به صورت ناقص درمان می‌شود، ایجاد می‌شود، در نتیجه بتعث ایجاد مقاومت آنتی‌بیوتیکی در باکتری‌های سل می‌شود که باعث آلوده شدنشان می‌گردد. این افراد می‌توانند به نوبه خود افراد دیگر را نیز به MDR-TB آلوده کنند.
تخمین زده می‌شود که MDR-TB مسئول ۶۰۰٬۰۰۰ مورد جدید سل و ۲۴۰٬۰۰۰ مورد مرگ در سال ۲۰۱۶ می‌باشد و MDR-TB 4.1% از کل موارد جدید سل و ۱۹٪ موارد پیشین تحت درمان در سراسر جهان را تشکیل می‌دهد. در سطح جهانی، بیشتر موارد MDR-TB در آمریکای جنوبی، جنوب آفریقا، هند، چین و اتحاد جماهیر شوروی سابق رخ می‌دهد.
درمان MDR-TB به درمان با داروهای خط دوم، معمولاً چهار یا چند داروی ضد سل برای دست کم مدت ۶ ماه نیاز دارد و اگر مقاومت به ریفامپین در سویه خاص سل در بیمار شناسایی شود، احتمالاً برای ۱۸–۲۴ ماه ادامه خواهد داشت. در شرایط ایده‌آل، شانس درمان MDR-TB می‌تواند به ۷۰٪ نزدیک شود.

## مکانیسم مقاومت به دارو
باکتری سل دارای دفاع طبیعی در برابر برخی داروها است و می‌تواند از طریق جهش‌های ژنتیکی مقاومت دارویی به دست‌آورد. این باکتری‌ها توانایی انتقال ژن‌ها از طریق پلاسمیدها را برای ایجاد مقاومت بین ارگانیسم‌ها را ندارد (انتقال افقی را ببینید). برخی از مکانیسم‌های مقاومت دارویی عبارتند از:
1. دیواره سلولی: دیواره سلولی M. tuberculosis حاوی مولکول‌های لیپیدی پیچیده‌است که به عنوان سدی برای جلوگیری از ورود داروها به سلول عمل می‌کند.
2. آنزیم‌های اصلاح کننده و غیرفعال کننده دارو: ژنوم سل برای آنزیم‌ها (پروتئین‌ها) که مولکول‌های دارو را غیرفعال می‌کند، بیان می‌کند. این آنزیم‌ها معمولاً ترکیبات دارویی فسفوریلات، استیلات یا آدنیلات هستند.
3. سیستم‌های خروجی دارو: سلول سل شامل سیستم‌های مولکولی است که به طور فعال مولکول‌های دارو را از سلول خارج می‌کند.
4. جهش‌ها: جهش‌های خود به خودی در ژنوم سل می‌تواند پروتئین‌هایی را که هدف داروها هستند تغییر دهد و باکتری‌ها را به دارو مقاوم می‌کنند.[۱۳]

به عنوان مثال می‌توانیم جهش در ژن rpoB را ذکر کنیم که زیر واحد بتا RNA پلیمراز باکتری را بیان می‌کند. در سل غیر مقاوم، ریفامپین زیر واحد بتا RNA پلیمراز را متصل کرده و ازدیاد رونویسی را مختل می‌کند. جهش در ژن rpoB توالی اسیدهای آمینه و ترکیب نهایی زیر واحد بتا را تغییر می‌دهد. در این حالت ریفامپین دیگر نمی‌تواند رونویسی را متصل کرده و از آن جلوگیری کند و باکتری مقاوم می‌شود.
جهش‌های دیگر باعث مقاومت باکتری در برابر سایر داروها می‌شوند. به عنوان مثال، جهش‌های بسیاری وجود دارد که مقاومت در برابر ایزونیازید (INH) را ایجاد می‌کنند، از جمله در ژن‌های katG , inhA , ahpC و غیره. جایگزین‌های اسید آمینه در محل اتصال NADH InhA ظاهراً با جلوگیری از مهار بیوسنتز اسید مایکولیک، که باکتری را در دیواره سلولی خود استفاده می‌کند، منجر به مقاومت به INH می‌شود. جهش در ژن katG باعث می‌شود آنزیم کاتالاز پراکسیداز نتواند INH را به شکل فعال بیولوژیکی خود تبدیل کند. از این رو، INH بی اثر است و باکتری‌ها مقاوم می‌شوند.  کشف اهداف مولکول‌های جدید یبرای غلبه بر معضلات مقاومت به دارو ضروری است.
در برخی از باکتری‌های سل، دستیابی به این جهش‌ها می‌توان جهش‌های دیگر و شناسایی و ترمیم DNA را توضیح داد. جهش در این ژن‌ها باعث می‌شود که باکتری‌ها سرعت جهش کلی بالاتری داشته و جهش‌هایی را که باعث مقاومت دارویی می‌شوند با سرعت بیشتری انجام شود.

## سل مقاوم به دارو پیشرفته
MDR-TB می‌تواند به بیشتر داروهای خط دوم مقاوم شود مانند: فلوروکینولون (موکسی فلوکساسین، افلوکساسین) و داروی تزریقی آمینوگلیکوزید یا داروهای پلی پپتیدی (آمیکاسین، کاپرئومایسین، کانامایسین). هنگامی که MDR-TB حداقل نسبت به یک دارو از هر گروه مقاوم باشد، آن را به عنوان سل مقاوم در برابر پیشرفته (XDR-TB) طبقه‌بندی می‌کنند.
در مطالعه ای بر روی بیماران MDR-TB از سال ۲۰۰۵ تا ۲۰۰۸ در کشورهای مختلف، ۴۳٫۷٪ دست کم در برابر یک داروی خط دوم مقاوم بودند. حدود ۹٪ موارد MDR-TB به دارویی از هر دو گروه مقاوم هستند و به عنوان XDR-TB طبقه‌بندی می‌شوند.
در ۱۰ سال گذشته سویه‌های سل در ایتالیا، ایران، هند و جنوب آفریقا ظهور کرده‌اند که به کلیه داروهای خط اول و دوم مقاوم هستند، که به عنوان سل کاملاً مقاوم به دارو طبقه‌بندی می‌شوند، اگرچه در این مبحث اختلاف نظر وجود دارد. افزایش سطح مقاومت در سویه‌های سل رویکردهای فعلی بهداشت جهانی را برای کنترل سل پیچیده می‌کند و از این نظر بسیار خطرناک است. داروهای جدید برای درمان اشکال بسیار مقاوم در حال تولید هستند اما پیشرفت‌های اساسی در ردیابی، تشخیص و درمان مورد نیاز است.

## پیشگیری
روش‌های مختلفی وجود دارد که می‌تواند از مقاومت دارویی در برابر سل و به طور کلی از مقاومت دارویی جلوگیری کند:
1. تشخیص و درمان سریع سل: یکی از بزرگ‌ترین عوامل خطر سل مقاوم در برابر دارو، مشکلات در درمان و تشخیص به ویژه در کشورهای در حال توسعه است. اگر سل سریع شناسایی و درمان شود، می‌توان از مقاومت دارویی جلوگیری کرد.
2. تکمیل درمان: درمان قبلی سل نشانه خوبی برای تشخیص MDR TB است. اگر بیمار درمان آنتی‌بیوتیکی خود را کامل نکند یا اگر پزشک رژیم مناسب آنتی‌بیوتیکی را تجویز نکند، مقاومت می‌تواند ایجاد شود. همچنین داروهایی که از کیفیت پایین و کمتری برخوردار هستند، به ویژه در کشورهای در حال توسعه، به MDR TB کمک می‌کنند.
3. بیماران مبتلا به HIV / AIDS باید در اسرع وقت شناسایی و تشخیص داده شوند. آنها فاقد مصونیت برای مبارزه با عفونت سل هستند و در معرض خطر زیادی برای مقاومت به دارو قرار دارند.
4. افرادی را که ممکن است به سل مبتلا شده باشند شناسایی کنید: به عنوان مثال اعضای خانواده، افراد در تماس نزدیک و غیره
5. تحقیق: تحقیقات و بودجه زیادی در تشخیص، پیشگیری و درمان سل و MDR TB مورد نیاز است.

"مخالفان درمان جهانی سل، با استناد به مفهوم غلط مقرون به صرفه بودن، نمی‌توانند ادعا کنند که MDR TB بیماری افراد فقیر در مکان‌های دوردست است. سل یک بیماری عفونی است که از طریق هوا منتشر می‌شود. درمان فقط یک گروه از بیماران در کوتاه مدت ارزان به نظر می‌رسد، اما در دراز مدت برای همه فاجعه بار خواهد بود. "- پل فارمر 

### DOTS-Plus
برنامه‌های درمانی مبتنی بر جامعه مانند DOTS-Plus، یک درمان تخصصی برای MDR-TB با استفاده از روش معروف مستقیم درمان مستقیم - دوره کوتاه (DOTS) موفقیت چشمگیری را در جهان نشان داده‌است. در این مناطق، این برنامه‌ها ثابت کرده‌است که گزینه خوبی برای درمان مناسب MDR-TB در مناطق فقیرنشین و روستایی است. یک مثال موفقیت‌آمیز در لیما، پرو بوده‌است، جایی که این برنامه نرخ درمان بیش از ۸۰٪ را شاهد بوده‌است.
با این حال، متخصصان سل نسبت به برنامه DOTS که در جمهوری گرجستان اجرا شد ابراز نگرانی کرده‌اند زیرا آن را یک مورد منفعل می‌دانند. این بدان معناست که این سیستم به بیمارانی بستگی دارد که بدون انجام غربالگری‌های اجباری به ارائه دهندگان خدمات بهداشتی مراجعه می‌کنند. همان‌طور که انسان شناسان پزشکی مانند ارین کوچ نشان داده‌اند، این شکل از اجرا متناسب با همه ساختارهای فرهنگی نیست. آنها اصرار دارند که پروتکل DOTS به طور مداوم در متن شیوه‌های محلی، اشکال دانش و زندگی روزمره اصلاح شود.
ارین کوچ از مفهوم خشونت ساختاری پل فارمر به عنوان چشم‌اندازی برای درک اینکه چگونه «نهادها، محیط زیست، فقر» توزیع نامتعادل بیماری‌ها و عدم دسترسی به منابع را تولید و تقویت می‌کند. وی همچنین تأثیر پروتکل DOTS را در بیماری گسترده سل در سیستم زندان گرجستان بررسی کرده‌است. برخلاف یافته‌های منفعل DOTS که برای عموم مردم گرجستان مورد استفاده قرار می‌گیرد، به اثبات رسیده‌است که نظارت در سطح چندگانه در زندان در کاهش شیوع سل و افزایش نرخ درمان، موفق تر است.
کوچ با انتقاد خاطرنشان می‌کند، از آنجا که هدف پروتکل DOTS تغییر رفتار فرد بدون پرداختن به لزوم تغییر زمینه‌های نهادی، سیاسی و اقتصادی است، محدودیت‌های خاصی مانند TB MDR ایجاد می‌شود.

## درمان
معمولاً سل مقاوم به چند دارو با درمان‌های طولانی مدت داروهای خط دوم قابل درمان است، اما این داروها گرانتر از داروهای خط اول هستند و عوارض جانبی بیشتری دارند. درمان و پیش‌بینی MDR-TB بیشتر شبیه مواردی است که برای درمان سرطان در نظر گرفته می‌شود تا آنچه که برای درمان عفونت‌ها باشد. میزان مرگ و میر MDR-TB تا ۸۰٪ است که به عوامل مختلفی بستگی دارد از جمله:
1. ارگانیسم به چند دارو مقاوم است (هرچه کمتر بهتر باشد)
2. چند دارو به بیمار داده می‌شود (بیماران تحت درمان با پنج دارو یا بیشتر بهتر عمل می‌کنند)
3. تخصص و تجربه پزشک مسئول
4. بیمار چقدر با درمان همکاری می‌کند (درمان طاقت فرسا و طولانی است و نیاز به پشتکار و عزم راسخ بیمار دارد)
5. بیمار HIV مثبت باشد یا خیر (عفونت همزمان HIV با افزایش مرگ و میر همراه است).

اکثر بیمارانی که از سل مقاوم به چند دارو رنج می‌برند، تحت درمان قرار نمی‌گیرند، زیرا در کشورهای توسعه نیافته یا فقیر یافت می‌شوند. انکار درمان همچنان یک مسئله دشوار دربارهٔ حقوق بشر است، زیرا هزینه بالای داروهای خط دوم اغلب از عهده افرادی که توانایی درمان ندارند خارج است.
به طور کلی، دوره‌های درمانی ماه‌ها تا سالها اندازه‌گیری می‌شوند. ممکن است MDR-TB به جراحی نیاز داشته باشد و علی‌رغم درمان بهینه، میزان مرگ و میر همچنان بالا باشد. با این حال، هنوز نتایج خوبی برای بیماران امکان‌پذیر است.
درمان MDR-TB باید توسط پزشکان باتجربه در درمان MDR-TB انجام شود. مرگ و میر در بیماران تحت درمان در مراکز غیر تخصصی به طور قابل توجهی بیشتر از بیماران تحت درمان در مراکز تخصصی است. درمان MDR-TB باید بر اساس آزمایش حساسیت انجام شود: درمان چنین بیمارانی بدون این اطلاعات غیرممکن است. در هنگام درمان یک بیمار مشکوک به سل مقاوم به دارو که در انتظار نتیجه آزمایش حساسیت آزمایشگاهی است، بیمار می‌تواند تحت درمان SHREZ (اختصار استرپتومایسین + isonicotinyl هیدرازین + ریفامپیسین + اتامبوتول + پیرازینامید) و موکسی فلوکساسین با سیکلوسرین باشد. شواهدی وجود دارد که درمان با یک دارو بیش از یک ماه با کاهش اثر آن همراه است از این رو، شناخت دقیق تاریخچه درمان هر بیمار ضروری است. علاوه بر خطرات آشکار (به عنوان مثال، قرار گرفتن در معرض بیمار مبتلا به MDR-TB)، عوامل خطرساز برای MDR-TB شامل عفونت HIV، درمان سل ناموفق و عدم پاسخ به درمان استاندارد سل می‌باشد.
کاوش ژنی برای rpoB در برخی کشورها در دسترس است. این روش به عنوان یک نشانگر مفید برای MDR-TB عمل می‌کند، زیرا مقاومت جدا شده RMP نادر است (به جز مواردی که بیماران سابقه درمان تنها با ریفامپیسین را دارند). اگر نتایج کاوش ژن (rpoB) مثبت شناخته شده باشد، حذف منطقی RMP و استفاده از SHEZ + MXF + سیکلوسرین منطقی است. دلیل نگهداری بیمار در INH این است که INH در درمان سل آنقدر قدرتمند است که احمقانه است که تا زمانی که اثبات میکروبیولوژیکی بر بی اثر بودن آن وجود نداشته باشد، آن را کنار بگذاریم.
برای درمان، رهنمودهای درمانی WHO به شرح زیر است: یک رژیم با حداقل پنج داروی سل مؤثر در مرحله فشرده، از جمله پیرازینامید و چهار داروی سل خط دوم سل توصیه می‌شود. توصیه می‌شود استفاده از ایزونیازید با دوز بالا یا اتامبوتول در رژیم بیشتر باشد. " داروهای توصیه شده به شرح زیر است:
- گروه A: فلوروکینولونها (لووفلوکساسین موکسی فلوکسین، گاتیفلوکساسین)، لاینزولید، بداکویلین
- گروه B: کلوفازیمین، سیکلوسرین / تریزیدون
- گروه C: سایر عوامل خط دوم (اتامبوتول، دلامانید، پیرازینامید، ایمیپنم-سیلاستاتین / مروپنم، آمیکاسین / استرپتومایسین، اتیونامید / پروتیونامید، اسید آمینه سالیسیلیک)

برای بیماران مبتلا به RR-TB یا MDR-TB، "که قبلاً با داروهای خط دوم درمان نشده و مقاومت در برابر فلوروکینولونها و عوامل تزریقی خط دوم از آنها حذف شده یا بسیار بعید به نظر می‌رسد"، رژیم MDR-TB کوتاه‌تر از ۹–۱۲ ممکن است ماه‌ها به جای رژیمهای طولانی‌تر استفاده شود. "
به طور کلی، مقاومت در برابر یک دارو در یک شاخه به معنای مقاومت در برابر تمام داروهای موجود در آن شاخه است، اما یک استثنای قابل توجه در مورد ریفابوتین است: مقاومت در برابر ریفامپیسین همیشه به معنای مقاومت در برابر ریفابوتین نیست و از آزمایشگاه باید درخواست شود تا آزمایش شود. این امکان وجود دارد که فقط از یک دارو در شاخه دارویی مرتبط به آن استفاده کرد. در صورت وجود سایر فلوروکینولون‌ها، نباید از سیپروفلوکساسین در درمان سل استفاده شود. در سال ۲۰۰۸، کوکرین گزارش داد که آزمایش سایر فلوئوروکینولون‌ها ادامه دارد.

## همه‌گیری‌شناسی
موارد MDR TB در هر کشور مورد بررسی گزارش شده‌است. MDR-TB معمولاً در دوره درمان سل ایجاد می‌شود، و بیشتر به دلیل عدم درمان مناسب پزشکان یا از دست دادن دوز یا عدم تکمیل درمان توسط بیماران است. از آنجا که سل MDR یک عامل بیماری‌زای موجود در هوا است، افراد مبتلا به سل ریوی فعال و ناشی از سویه مقاوم به چند دارو می‌توانند در صورت زنده بودن و سرفه، بیماری را منتقل کنند. سویه‌های سل معمولاً از تناسب کمتری برخوردار بوده و کمتر قابل انتقال هستند و شیوع آن در افرادی که سیستم ایمنی ضعیفی دارند (به عنوان مثال، بیماران مبتلا به HIV) به راحتی انجام می‌شود. شیوع در میان افراد سالم بدون نقص ایمنی اتفاق می‌افتد، اما کمتر شایع است.
از سال ۲۰۱۳، ۳٫۷ درصد موارد جدید سل، MDR-TB هستند. WHO تخمین می‌زند که حدود ۰٫۵ میلیون مورد جدید MDR-TB در جهان در سال ۲۰۱۱ وجود داشته باشد. حدود ۶۰٪ این موارد فقط در برزیل، چین، هند، فدراسیون روسیه و آفریقای جنوبی رخ داده‌است. در مولداوی، سیستم بهداشتی در حال نابودی منجر به ظهور MDR-TB شده‌است. در سال ۲۰۱۳، مرز مکزیک و ایالات متحده آمریکا «یک منطقه بسیار خطرناک برای سل مقاوم در برابر دارو» شناخته شده‌است، اگرچه تعداد موارد کم است.
سالهاست که دانشمندان دریافته اند که سل مقاوم در برابر INH در خوکچه هندی کم خطر است و شواهد اپیدمیولوژیک این است که سویه‌های MDR سل به‌طور طبیعی تسلط ندارند. مطالعه ای در لس آنجلس، کالیفرنیا نشان داد که تنها ۶٪ موارد MDR-TB به صورت خوشه ای تشکیل شده‌است. به همین ترتیب، ظهور میزان بالای MDR-TB در شهر نیویورک در اوایل دهه ۱۹۹۰ با انفجار ایدز در آن منطقه همراه بود.  در شهر نیویورک، گزارشی که توسط مقامات بهداشتی شهر صادر شد، بیان می‌کند که به طور کامل ۸۰ درصد از موارد MDR-TB را می‌توان در زندان‌ها و پناهگاه‌های بی خانمان جستجو کرد.  وقتی بیماران MDR-TB دارند، به دوره‌های طولانی تری از درمان احتیاج دارند - حدود دو سال رژیم چند دارویی. چندین داروی خط دوم با قدرت کمتر که برای درمان MDR-TB مورد نیاز هستند، همچنین این داروها سمی تر هستند و عوارضی مانند تهوع، شکم درد و حتی روان پریشی دارند. تیم شرکای سلامت در پرو بیمارانی را تحت درمان قرار دادند که از سویه‌هایی مقاوم بودند که به ده و حتی دوازده دارو مقاومت نشان دادند. اکثر این بیماران برای امید به درمان نیاز به جراحی کمکی دارند. 

### سومالی
MDR-TB در سومالی گسترده‌است، جایی که ۸٫۷٪ موارد سل تازه کشف شده به Rifampicin و Isoniazid مقاوم هستند، در حالی که این آمار در بیمارانی که قبلاً تحت درمان قرار گرفته بودند ۴۷٪ بود.
پناهندگان از سومالی سل MDR را با خود به اروپا آوردند. تعداد کمی از موارد در چهار کشور مختلف توسط مرکز اروپایی پیشگیری و کنترل بیماری در نظر گرفته شد تا خطری برای جمعیت بومی نداشته باشد.

### زندانهای روسیه
یکی از اصطلاحاً «نقاط خطرناک» سل مقاوم به دارو در سیستم زندان روسیه است. محققان بیماریهای عفونی Nachega & Chaisson گزارش دادند که ۱۰٪ از یک میلیون زندانی در این سیستم سل فعال دارند. یکی از مطالعات آنها نشان داد که ۷۵٪ از زندانیان تازه تشخیص داده شده با سل دست کم به یک دارو مقاوم هستند. ۴۰٪ موارد جدید به چند دارو مقاوم هستند. در سال ۱۹۹۷، سل تقریباً نیمی از مرگ و میرهای زندان‌های روسیه را به خود اختصاص داد که بوربیک و همکارانش در مطالعه بهداشت عمومی خود بدان اشاره کردند. کاهش ۹۰ درصدی ابتلا به سل در سالهای بعد از ۱۹۹۷ منجر به کاهش میزان مرگ زندانیان شد. باوسانو و همکاران بیان می‌کنند که آمارهای مربوط به این موارد نگران کننده است زیرا افزایش شیوع سل در زندانها با شیوع در جوامع اطراف ارتباط دارد. علاوه بر این، افزایش نرخ حبس، به ویژه در کشورهای آسیای میانه و اروپای شرقی مانند روسیه، با نرخ بالاتر سل در جمعیت غیرنظامی ارتباط دارد. حتی با گسترش برنامه DOTS در زندانهای روسیه، محققانی مانند شین و همکاران. متذکر شده‌اند که مداخلات گسترده تأثیرات مطلوب خود را نداشته‌اند، به ویژه با توجه به گسترش سویه‌های مقاوم به دارو در سل.